# إجنازيو كاسيس
إجنازيو كاسيس (بالإنجليزية: Ignazio Cassis)‏ سياسي سويسري ولد في 13 أبريل 1961، يشغل حالياً منصب وزير الخارجية منذ 1 نوفمبر 2017.